# Roscoe Lee Browne
Roscoe Lee Browne, alternativnamn Roscoe Brown och Roscoe Lee Brown, född 2 maj 1922 i Woodbury i New Jersey, död 11 april 2007 i Los Angeles i Kalifornien, var en amerikansk skådespelare och röstskådespelare.

## Biografi
Browne gjorde ett stort antal roller i filmer såväl som TV-serier. Han blev förmodligen framförallt känd för den breda publiken genom sina TV-roller, exempelvis i serier som Lödder och Cosby.
Han var vad man brukar kalla en karaktärskådespelare som ofta fick göra kloka, förnäma och ibland något pompösa roller. Hans djupa, myndiga stämma gjorde honom även eftertraktad som röstskådespelare.

## Filmografi i urval
- 1961 – The Connection
- 1964 – Black Like Me
- 1967 – Den onda ön
- 1968 – Angivaren
- 1968 – Jag och min bror
- 1969 – Topaz
- 1970 – Natten de tystade L.B. Jones
- 1972 – Cowboys
- 1973 – Nanu, djungelns son
- 1973 – Superfly T.N.T
- 1974 – Panik i kubik
- 1976 – Flykten från framtiden
- 1977 – Raketbas 3
- 1978 – King
- 1980 – Strängt personligt
- 1980–1981 – Lödder (TV-serie) (16 avsnitt)
- 1983 – Medgar Evers liv och död
- 1986 – Jumpin' Jack Flash
- 1988 – Oliver & gänget (röst)
- 1989 – Kärleken till pengar
- 1990 – Columbo: Rest in Peace, Mrs. Columbo
- 1992 – Mambo Kings
- 1995 – Babe – den modiga lilla grisen (berättarröst)
- 1995 – Last Summer in the Hamptons
- 1996 – Forest Warrior
- 1996 – The Pompatus of Love
- 1996 – Dear God
- 1998 – Hard Time
- 1998 – Babe – en gris kommer till stan (berättarröst)
- 1998 – Judas Kiss
- 1999 – Morgan's Ferry
- 1999 – Hard Time 2
- 2000 – The Tulsa Lynching of 1921: A Hidden Story
- 2000 – Hamlet
- 2002 – Skattkammarplaneten (röst)
- 2006 – Gustaf 2 (berättarröst)
- 2007 – Epic Movie (berättarröst)
- 2007 – Smiley Face (cameo, röst)

## Teater

### Roller
| År   | Roll                 | Produktion                                     | Regi              | Teater                                |
| ---- | -------------------- | ---------------------------------------------- | ----------------- | ------------------------------------- |
| 1960 | Royal Baron          | The Cool World Warren Miller och Robert Rossen | Robert Rossen     | Eugene O'Neill Theatre, New York, USA |
| 1961 | Archibald Wellington | The Blacks: A Clown Show Jean Genet            | Gene Frankel      | St. Mark's Playhouse, New York, USA   |
| 1962 | Deacon Sittre Morris | Tiger, Tiger Burning Bright Peter S. Feibleman | Joshua Logan      | Booth Theatre, New York, USA          |
| 1966 | Medverkande          | A Hand Is on the Gate American Negroes         | Roscoe Lee Browne | Longacre Theatre, New York, USA       |